# Konrad von Bibra
Konrad III. von Bibra (né en 1490, mort en août 1544) est prince-évêque de Wurtzbourg de 1540 à 1544.

## Biographie
Konrad appartient à la famille noble franconienne von Bibra. Dans la famille, il y a eu d'autres dignitaires ecclésiastiques, par exemple Lorenz von Bibra, également évêque de Würzburg de 1495 à 1519. Le demi-frère de Lorenz, Wilhelm von Bibra, fut envoyé du Pape. Heinrich von Bibra sera prince-évêque et abbé de Fulda.
Konrad von Bibra étudie dans les universités de Cologne, Bologne, Erfurt et Ingolstadt. Pendant longtemps, il hésite à être prêtre. Entre 1520 et 1532, on lui propose trois fois une paroisse et refuse à chaque fois. Pendant la guerre des paysans allemands, il fait partie de la défense de la forteresse de Marienberg. En 1539, il accepte de devenir prêtre. Le 28 avril 1540, il devient prieur de la collégiale de Neumünster. Le 1er juillet, il est élu évêque à la surprise générale. Par la suite, il prend des attitudes d'indépendance, parfois intransigeantes. Il menace d'abandonner la carrière ecclésiastique sept fois. Malgré l'injonction impériale, il refuse de se présenter au Reichstag.
En 1542, lorsque la peste éclate à Wurtzbourg, il s'en va à Aschach puis Neustadt. En août 1544, il meurt alors qu'il n'a jamais rempli les vœux de l'ordination et eu nomination officielle de prince-évêque. Une rumeur laisse penser qu'il fut empoisonné.
Peu de temps avant sa mort, Konrad von Bibra donne 10 000 florins en or à Wilhelm von Grumbach, sans avoir l'accord du chapitre. Après sa mort, le nouvel évêque Melchior Zobel von Giebelstadt lui demande la restitution de cette somme. Grumbach rend l'argent, toutefois la relation harmonieuse entre seigneur et vassal est détruite, malgré les efforts de réconciliation de Grumbach.
Konrad von Bibra est le père de deux enfants : Konrad und Katharine Biber. Katharine épouse  Christoph Kretzen. Kretzen tentera deux fois d'assassiner Melchior Zobel von Giebelstadt sur l'ordre de son maitre Wilhelm von Grumbach.

## Source, notes et références
- (de) Cet article est partiellement ou en totalité issu de l’article de Wikipédia en allemand intitulé « Konrad III. von Bibra » (voir la liste des auteurs).
- (de) Alfred Wendehorst, « Konrad III. von Bibra », dans Neue Deutsche Biographie (NDB), vol. 12, Berlin, Duncker & Humblot, 1980, p. 533 (original numérisé).